# Harrogate (borough)
Harrogate è un distretto con status di borgo del North Yorkshire, Inghilterra, Regno Unito, con sede nel luogo omonimo.
Il distretto fu creato con il Local Government Act 1972, il 1º aprile 1974 dalla fusione del distretto rurale di Masham con il distretto rurale di Wathe parte del distretto rurale di Thirsk dal North Riding of Yorkshire, insieme ai borough di Harrogate e la città di Ripon, il distretto urbano di Knaresborough, il distretto rurale di Nidderdale, il distretto rurale di Ripon and Pateley Bridge, parte del distretto rurale di Wetherby e parte del distretto rurale di Wharfedale dal West Riding of Yorkshire.

## Parrocchie civili
Le parrocchie, che non coprono l'area del capoluogo, sono:
| - Aldfield - Allerton Mauleverer with Hopperton - Arkendale - Asenby - Askwith - Azerley - Baldersby - Bewerley - Bilton-in-Ainsty with Bickerton - Birstwith - Bishop Monkton - Bishop Thornton - Blubberhouses - Boroughbridge - Brearton - Bridge Hewick - Burton Leonard - Burton-on-Yore - Castley - Cattal - Clint cum Hamlets - Colsterdale - Coneythorpe and Clareton - Copgrove - Copt Hewick - Cundall with Leckby - Dacre - Denton - Dishforth - Dunsforths - Eavestone - Ellenthorpe - Ellingstring - Ellington High and Low - Farnham - Farnley - Fearby - Felliscliffe - Ferrensby - Fewston - Flaxby - Follifoot - Fountains Earth - Givendale - Goldsborough - Grantley - Great Ouseburn - Great Ribston with Walshford - Great Timble - Green Hammerton - Grewelthorpe - Hampsthwaite - Hartwith cum Winsley - Haverah Park - Healey - High and Low Bishopside - Humberton - Hunsingore - Hutton Conyers - Ilton-cum-Pott - Kearby with Netherby - Killinghall - Kirby Hall - Kirby Hill (Boroughbridge) - Kirkby Malzeard - Kirkby Overblow - Kirk Deighton - Kirk Hammerton - Knaresborough | - Langthorpe - Laverton - Leathley - Lindley - Lindrick with Studley Royal and Fountains - Little Ouseburn - Little Ribston - Littlethorpe - Little Timble - Long Marston - Markingfield Hall - Markington with Wallerthwaite - Marton cum Grafton - Marton-le-Moor - Masham - Melmerby - Menwith with Darley - Middleton - Middleton Quernhow - Milby - Moor Monkton - Nesfield with Langbar - Newall with Clifton - Newby with Mulwith - Nidd - North Deighton - North Rigton - North Stainley with Sleningford - Norton Conyers - Norton-le-Clay - Norwood - Nun Monkton - Pannal - Plompton - Rainton with Newby - Ripley - Ripon - Roecliffe - Sawley - Scotton (Harrogate) - Scriven - Sharow - Sicklinghall - Skelding - Skelton-on-Ure - South Stainley with Cayton - Spofforth with Stockeld - Stainburn - Staveley - Stonebeck Down - Stonebeck Up - Studley Roger - Swinton with Warthermarske - Thornthwaite with Padside - Thornton Bridge - Thornville - Thorpe Underwoods - Thruscross - Tockwith - Walkingham Hill with Occaney - Warsill - Wath - Weeton - Weston - Westwick - Whixley - Wighill - Wilstrop - Winksley |